# Prat de Comte
Prat de Comte (em catalão e oficialmente) ou Prat de Compte (em castelhano) é um município da Espanha na comarca de Terra Alta, província de Tarragona, comunidade autónoma da Catalunha. Tem 26,4 km² de área e em 2021 tinha 186 habitantes (densidade: 7 hab./km²).

## Demografia
| Variação demográfica do município entre 1991 e 2004 [carece de fontes?] | Variação demográfica do município entre 1991 e 2004 [carece de fontes?] | Variação demográfica do município entre 1991 e 2004 [carece de fontes?] | Variação demográfica do município entre 1991 e 2004 [carece de fontes?] |
| ----------------------------------------------------------------------- | ----------------------------------------------------------------------- | ----------------------------------------------------------------------- | ----------------------------------------------------------------------- |
| 1991                                                                    | 1996                                                                    | 2001                                                                    | 2004                                                                    |
| 222                                                                     | 202                                                                     | 188                                                                     | 189                                                                     |